# Chakorn Chantarumporn
Chakorn Chantarumporn (thailändisch ชาคร จันทรัมพร; * 19. August 2001) ist ein thailändisch-schwedischer Fußballspieler.

## Karriere
Chakorn Chantarumporn erlernte das Fußballspielen in den schwedischen Jugendmannschaften von AIK Solna und Vasalunds IF. Von Januar 2021 bis Anfang August 2023 stand er beim schwedischen Viertligisten Syrianska FC in Södertälje unter Vertrag. Anfang August 2023 kehrte er nach Thailand zurück. Hier nahm ihn der Erstligist Ratchaburi FC unter Vertrag. Sein Erstligadebüt für den Verein aus Ratchaburi gab Chantarumporn am 26. Mai 2024 (30. Spieltag) im Heimspiel gegen den PT Prachuap FC. Bei dem 3:0-Heimerfolg wurde er in der 89. Spielminute für Jesse Curran eingewechselt. Nach einer Spielzeit in Thailand kehrte er im Sommer 2024 wieder nach Schweden zurück. Hier schloss er sich dem FC Arlanda in Märsta an.